# Patricia Castillo Romero
Patricia Obdulia de Jesús Castillo Romero (Nayarit, 6 de marzo de 1963) es una política mexicana, actualmente militante del partido Movimiento Ciudadano y con anterioridad del Partido Revolucionario Institucional (PRI). Ha sido diputada local, diputada federal y desde el 1 de octubre de 2022 es secretaria de Desarrollo Social del gobierno de Aguascalientes.

## Biografía
Es enfermera gíneco-obstetra egresada del Instituto Politécnico Nacional (IPN) y pasante de licenciatura en Derecho por la Universidad Autónoma de Nayarit.
De 1990 a 1991 fue directora del Sistema DIF en el municipio de Tepic. Como miembro del PRI, en 1991 fue fundadora del Movimiento Territorial Urbano Popular, de 1992 a 1993 coordinadora regional del PRI en Nayarit, Jalisco y Colima, y de 1993 a 1995 fue coordinadora estatal del Congreso de Mujeres del PRI. Paralelamente, de 1994 a 1995 fue secretaria general del comité estatal del PRI en Nayarit.
En 1996 fue nombrada elance del gobierno de Nayarit en el Programa Nacional de la Mujer por el gobernador Rigoberto Ochoa Zaragoza, de 1997 a 2000 fue coordinadora estatal del Movimiento Territorial del PRI, de 1999 a 2001 coordinadora de la región norte de legisladoras priístas y de 2000 a 2001 coordinadora del Movimiento Territorial Liberal A. C.
En 1999 fue elegida diputada a la XXVI Legislatura del Congreso del Estado de Nayarit por la vía de la representación proporcional. En las elecciones de dicho año su partido perdió la gubernatura del estado, resultando elegido el candidato del PAN Antonio Echevarría Domínguez. En 2001, antes de terminar su periodo legislativo, renunció al PRI y se declaró diputada independiente.
En 2002 se afilió al entonces partido Convergencia —hoy Movimiento Ciudadano— en donde fue nombrada consejera nacional, y luego de 2003 a 2009 vicepresidenta de la primera circunscripción electoral y a partir de 2007, delegada del partido en Nayarit.
En 2006 fue elegida diputada federal por representación proporcional a la LX Legislatura que culminó en 2009. En dicha legislatura fue secretaria de las comisiones de Puntos Constitucionales; y de Radio, Televisión y Cinematografía; así como integrante de las comisiones de Justicia; de Derechos Humanos; de Fomento Cooperativo y Economía Social; y del comité del Centro de Estudios de Derecho e Investigaciones Parlamentarias.
En las elecciones de 2018 fue candidata de la coalición Por México al Frente a diputada local por el distrito 30 del estado de México, no habiendo logrado el triunfo.
El 1 de octubre de 2022 la gobernador de Aguascalientes, María Teresa Jiménez Esquivel, la nombró titular de la secretaria de Desarrollo Social de dicho estado.